# Peter Simon Pallas
Peter Simon Pallas (n. 22 septembrie 1741, Berlin, Regatul Prusiei – d. 8 septembrie 1811, Berlin, Regatul Prusiei) a fost un om de știință german, enciclopedist, naturalist, geograf și explorator al secolelor al XVIII-lea – al XIX-lea. A devenit cunoscut datorită expedițiilor științifice făcute pe teritoriul Rusiei în a doua jumătate a secolului al XVIII-lea. A contribuit la dezvoltarea biologiei, geografiei, geologiei, filologiei și etnografiei.

## Biografie

### Primii ani, studii, primele lucrări științifice
S-a născut la 22 septembrie 1741, în familia medicului german Simon Pallas (1694-1770), profesor de anatomie și chirurg superior la Colegiul de Chirurgie din Berlin, și Susannei Lienard, descendentă dintr-o familie protestantă venită din orașul francez Metz. Avea un frate și o soră, ambii mai mari ca vârstă. Pe atunci monarhul Prusiei era Friedrich al II-lea al Prusiei, care se ocupa de reorganizarea Academiei Prusace de Științe.
Tatăl a vrut ca fiul să-i urmeze calea și să devină medic, dar micul Peter se ocupa mai mult cu studierea naturii. Luând lecții particulare, la vârsta de 13 ani el era fluent în engleză, franceză, latină și greacă și a început să frecventeze Colegiul de Chirurgie din Berlin, unde a studiat anatomia, fiziologia, obstetrica, chirurgia și, în paralel, botanica și zoologia.
Și-a continuat studiile la Universitatea Martin Luther din Halle-Wittenberg (1758-1759) și Universitatea Georg-August din Göttingen (1759-1760), căpătând cunoștințe în domeniile pedagogiei, filosofiei, mineritului, zoologiei, botanicii (după sistemul lui Carl Linné), agriculturii, matematicii și fizicii. În 1760 s-a transferat la Universitatea din Leiden, unde la vârsta de 19 ani a susținut disertația de doctorat pe tema «De infestis veventibus intra viventia». După aceasta, el a studiat colecțiile istorico-naturaliste din Leiden și a vizitat Anglia cu scopul de a studia colecțiile zoologice și botanice de acolo. Ca urmare, a publicat la Haga în 1766 lucrările «Elenchus zoophytorum» și «Miscellanea zoologica», incluzând în cea din urmă câteva denumiri de specii de animale vertebrate necunoscute până atunci. În acei ani tânărul naturalist visa să viziteze Africa de Sud și Asia de Sud-Est, dar tatăl său era categoric împotrivă. Pallas s-a întors în Berlin, unde a scris «Spicilegia zoologica» (1767-1804, în 2 tomuri).
În primele sale publicații, care au primit o apreciere pozitivă din partea oamenilor de știință, Pallas a schimbat esențial clasificarea biologică a viermilor făcute de Linné. De asemenea nu a recunoscut teoria „scării vietăților” alcătuită de Aristotel și răspândită în secolul al XVIII-lea, a formulat ideea dezvoltării istorice a organismelor vii și a propus reprezentarea grafică a legăturilor dintre grupurile taxonomice de organisme în forma unui arbore genealogic. Această metodă de clasificare a fost recunoscută chiar de Georges Cuvier. În urma aprobării ei, schema arborelui genealogic a devenit cea mai bună metodă de reprezentare grafică a evoluției lumii vii. Pallas a fost ales în 1764 membru al Societății Regale Londoneze și al Accademia dei Lincei din Roma, iar în decembrie 1766 membru și profesor de istorie naturală la Academia de Științe Imperială din Petersburg.

### Expedițiile rusești din 1768-1774

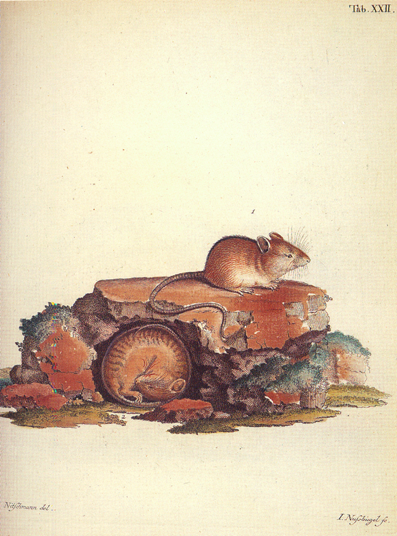
Desen al Sicista betulina din cartea Novae species quadrupedum (1778-1779), făcut de Nitschmann și Nussbiegel

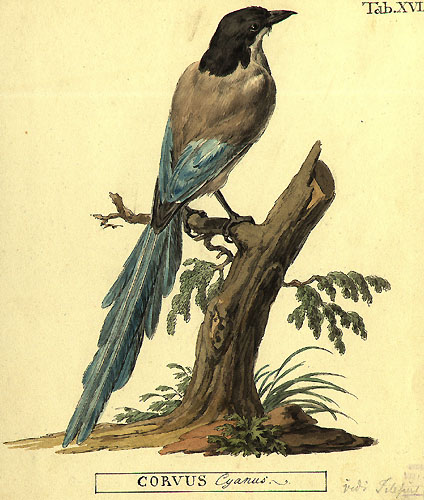
Desen al Cyanopica cyanus din cartea Zoographia rosso-asiatica (1811), făcut de Cristian Geissler

La vârsta de 26 de ani, când era deja doctor în științe și profesor cu renume în Europa, Pallas a primit o invitație din partea Ecaterinei a II-a, regină a Rusiei, de a lucra în Academia de Științe Imperială din Petersburg în calitate de director adjunct. După unele ezitări, la 30 iulie 1767 Pallas a sosit la Sankt Petersburg împreună cu soția și fiica sa. Conform deciziei reginei, el a fost trimis îndată într-o expediție grandioasă prin toată Rusia, la care visa chiar Mihail Lomonosov, cu scopul de a căuta noi resurse geologice, mineralogice, animale și vegetale și de a explora particularitățile istorice, socio-economice și etnografice ale fiecărei regiuni rusești în parte. Academia îi promisese un salariu de 800 ruble pe an, o sumă importantă pe acele timpuri.
Ecaterina a II-a se interesa de bogățiile imperiului său, iar ideea unei cercetări complexe a răsărit în urma unei călătorii pe Volga de la Tver până la Ulianovsk în 1767. Ea a dispus să fie organizate expediții noi, ceea ce implica crearea unor echipe de astronomi și fizicieni. Misiunea a șase echipe de astronomi consta în măsurarea paralaxei solare în timpul tranziției planetei Venus în fața Soarelui din iulie 1769. Astfel se putea măsura exact distanța dintre Pământ și Soare.
Fizicienii erau împărțiți în cinci echipe nu prea mari: trei în gubernia Orenburg și două în Astrahan. Echipa principală era condusă de Pallas, care era însoțit de familie. Între 21 iunie 1768 și 30 iunie 1774, primul detașament al expediției din Orenburg a lui Pallas, din care mai făceau parte căpitanul Nikolai Rîcikov, cercetătorii Nikita Sokolov, Vasili Zuev și Anton Walter (doi dintre ei au devenit mai târziu academicieni), desenatorul Nikolai Dimitriev și taxidermistul Pavel Șumski, a vizitat guberniile centrale, în particular regiunea Volgăi, șesul Caspic, Ural, Siberia vestică, Altai, Baikal și Transbaikal. Alte detașamente erau conduse de academicienii Johann Falck, Johann Georgi, Ivan Lepiohin (în gubernia Orenburg), Samuil Gmelin și Johann Anton Güldenstädt (în gubernia Astrahan).
În carnetul de sarcini al lui Pallas erau notate următoarele:
«A se cerceta proprietățile apelor, solurilor, modurile de prelucrare a terenurilor agricole, situația agriculturii, bolile răspândite printre oameni și animale și a se căuta metode pentru tratarea și profilaxia lor; a se cerceta apicultura, sericicultura, creșterea vitelor și, mai ales, a oilor.
După aceasta, a se concentra atenția pe bogățiile minerale și calitatea apelor minerale, pe cultura, meșteșugurile fiecărei provincii, pe floră, faună, forma și structura munților și, în sfârșit, pe toate ramurile naturalismului... A se executa observări geografice și meteorologice, a se determina amplasarea fiecărui punct geografic important și a se strânge orice informații ce ține de tradiții, credințe, monumente, legende și obiecte antice.
Din articolul „Peter Simon Pallas” de pe site-ul jurnalului «Вокруг Света» Arhivat în 27 septembrie 2007, la Wayback Machine. (din rusă Împrejurul lumii)
Expedițiile naturaliste din perioada monarhiei Ecaterinei a II-a au cuprins un teritoriu imens, aproape toată Rusia: de la Marea Barents la nord până la cele Neagră și Caspică (la granița cu Persia) la sud și de la Marea Baltică (Riga) la vest până la Transbaikal la est (la granița cu China). Detașamentul lui Pallas a trecut în primul an prin orașele Petersburg – Veliki Novgorod – Tver – Klin – Moscova – Vladimir – Kasimov – Murom – Arzamas – Penza – Simbirsk – Samara – Stavropol (astăzi Toliatti) – Simbirsk. În următorii cinci ani a ajuns și în Volga inferioară, Ural, Siberia (inclusiv Orenburg), Ufa, Celeabinsk, Orsk, Uralsk, Guriev (azi Atyraú), Ekaterinburg, Nijni Taghil, Tiumen, Tobolsk.
Ca amploare și dificultate, o asemenea expediție ar arăta și azi foarte complexă. Călătoriile, care au durat mai mulți ani la rând, au adus cu sine o pierdere mare de energie. În primul rând, Pallas a nimerit într-un mediu cu climă continentală cu care nu era obișnuit. Membrii expediției își petreceau noaptea în cabane părăsite și în bordeie, iar câteodată sub cerul liber. Drumurile au provocat bătăi de cap deoarece nu era ușor de găsit cai buni. Iarna se deplasau cu săniile, iar vara cu căruțele și bărcile. În unele regiuni au avut de-a face cu popoare nomade, neprietenoase autorităților imperiale.
Distanța parcursă de în timpul expediției se estimează la 27 264 verste (aprox. 29 085 km). Pallas și ceilalți membri ai expediției s-au întors în Petersburg la 30 iulie 1774. La 33 de ani el era deja bolnav și cărunt.

### Rezultatele expedițiilor
Au fost strânse materiale unice legate de zoologie, botanică, paleontologie, geologie, geografie fizică, economie, istorie, etnografie, cultura și obiceiurile popoarelor rusești. Colecțiile strânse în urma expedițiilor au fost trimise în Petersburg și arhivate în muzeul academiei. Unele din ele se păstrează și azi în muzeele Academiei de Științe din Rusia și, mai puțin, în Universitatea Humboldt din Berlin. Materialele geografice, geologice, botanice, zoologice, etnografice ș.a. au fost cercetate mai târziu de Pallas.
În 1772 în regiunea Krasnoiarsk Pallas a descoperit un bloc de piatră și fier cu o masă de 680 kg. Acesta a fost imediat trimis la Petersburg și este expus în prezent în secția meteoritică a Muzeului Mineralogic „A. E. Fersman” al Academiei de Științe din Rusia. El este cel mai mare siderolit (meteorit de piatră și fier) descoperit vreodată în Rusia și este numit „Krasnoiarsk” sau, mai rar, „fierul (metalul) lui Pallas” (denumire atribuită de Ernst Chladni în 1794).
Pe parcursul expedițiilor, Pallas a descoperit și descris multe specii de mamifere, păsări, pești, insecte și alte animale. De asemenea, a cercetat fosile de mamut, bivol și rinocer lânos.
Călătoria a avut și o anumită însemnătate practică, întrucât în cursul ei au fost găsite resurse naturale unice în Siberia de Est și Altai. Pallas a povestit, de asemenea, despre nevoile aborigenilor acelor locuri. O contribuție majoră adusă științei a reprezentat descrierea făcută de Pallas asupra oblastiilor din Rusia, câmpiilor, stepelor, pădurilor, râurilor, lacurilor și munților de pe teritoriul ei pe timpul când omul încă nu se stabilise acolo. Astfel, el a avut ocazia să studieze animalele și plantele în mediul lor perfect din punct de vedere ecologic, unele specii dispărând după câteva decenii.
Rezultatele expedițiilor au fost înscrise în numeroase lucrări, publicate în latină, germană și rusă la Petersburg, iar mai târziu traduse în engleză (Edinburgh și Londra) și franceză (Paris):
- «Reise durch verschiedene Provinzen des Rußischen Reichs in den Jahren 1768—1773» sau Călătorie prin diferite provincii ale Rusiei (din germană), tipărită inițial în trei tomuri în germană (Sankt Petersburg, 1771-1776), apoi în rusă (1773-1778) și engleză (1802), în care, pe lângă descrierea teritoriului Rusiei, se găsește și descrierea a mai mult de 250 de specii de animale care viețuiesc acolo
- «Sammlungen historischer Nachrichten über die Mongolischen Völkerschaften» (Culegere de informații istorice privind etniile mongole, Sankt Petersburg, 1776-1801).
- «Neue nordische Beiträge zur physikalischen und geographischen Erd- und Völkerbeschreibung, Naturgeschichte und Ökonomie» (Ultimele rapoarte despre descrierea fizică și geografică a solului și etniilor, Sankt Petersburg și Leipzig, 1781-1796, în 7 tomuri) etc.

### Cercetări ulterioare

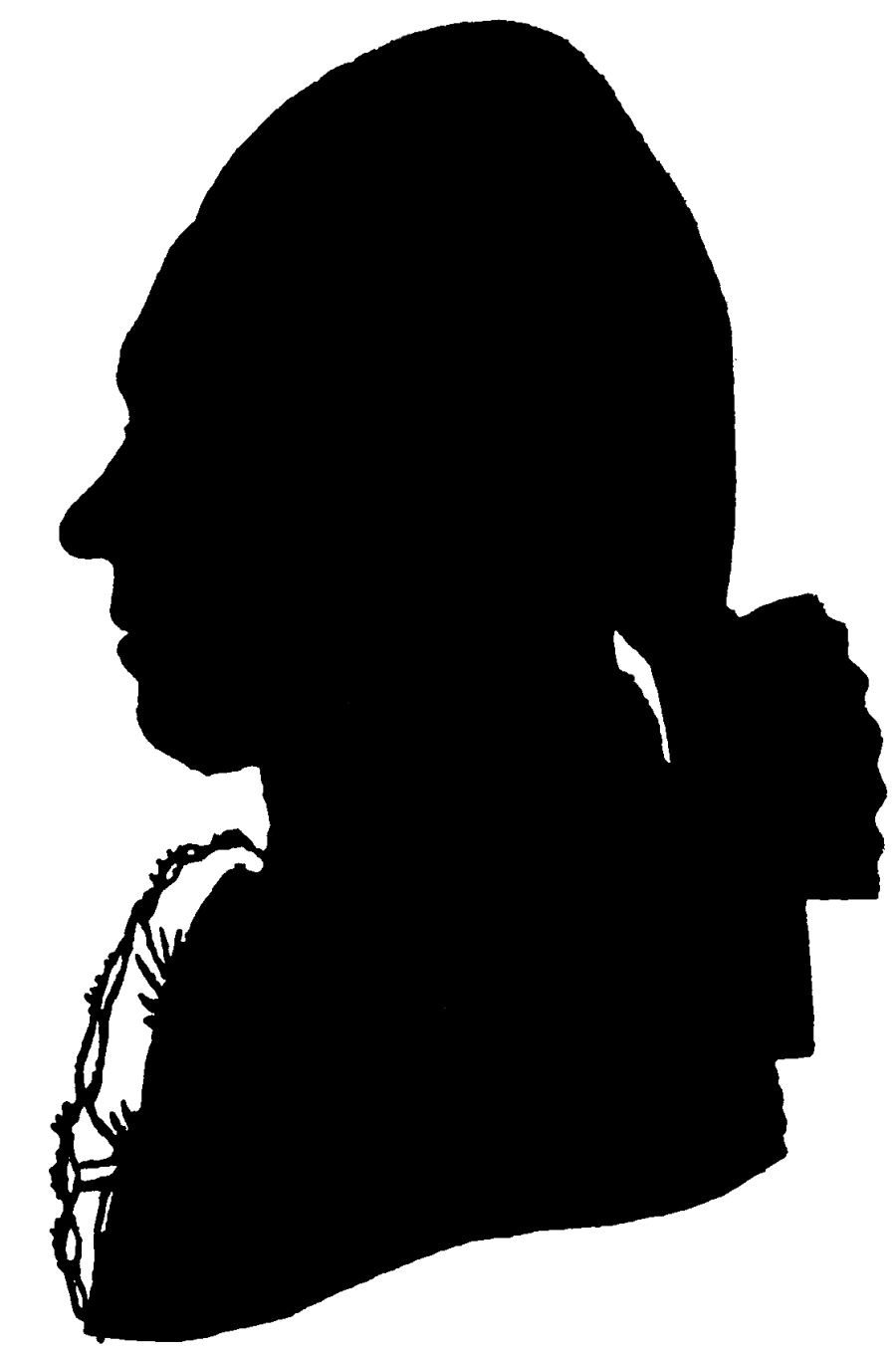
Silueta lui Pallas văzută de pictorul F. Anting (1784)

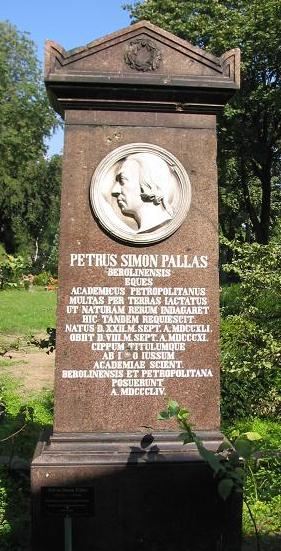
Monument la mormântul lui Pallas cu o inscripție în limba latină, tradusă astfel: Aici odihnește Peter Simon Pallas al Berlinului, rege, academic al Sankt Petersburgului, care a colindat pământuri uitate întru dezlegarea tainelor naturii. S-a născut la 22 septembrie 1741. A decedat la 8 septembrie. A fost ridicat în 1854 de Academia de Științe a Germaniei și cea a Sankt Petersburgului.

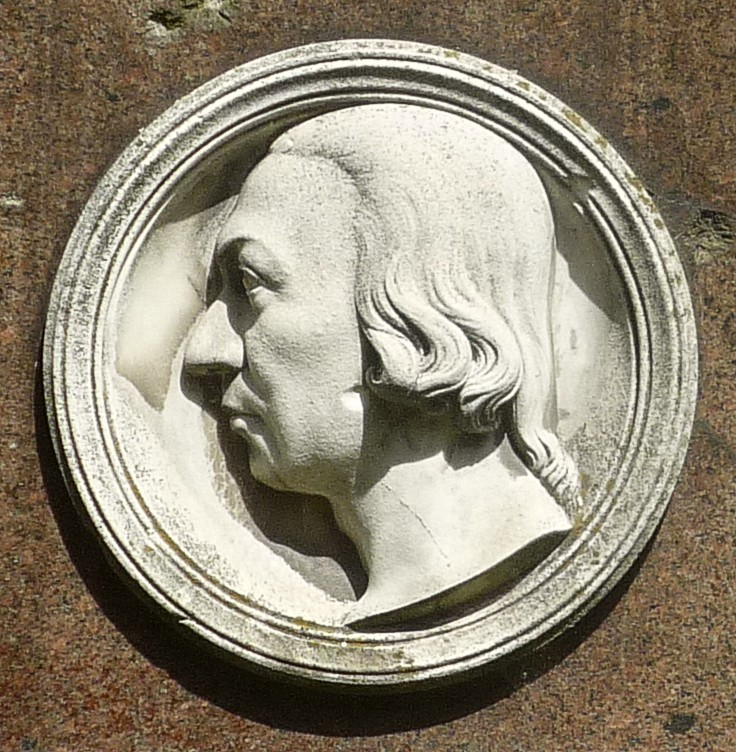
Basorelieful lui Pallas (detaliu din monumentul funerar)

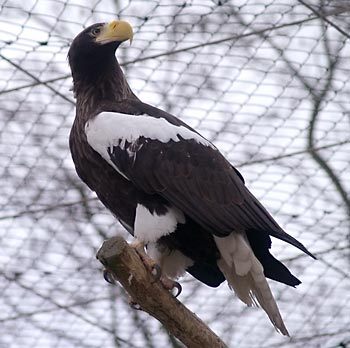
Vulturul de mare (Haliaeetus pelagicus), descris pentru prima dată de Pallas în «Zoographia rosso-asiatica» (1811). Pallas a studiat pasărea examinând două exemplare aduse la Petersburg de medicul Karl Henrich Merc, participant la expediția guvernamentală sub comanda lui Iosif Billings din 1787-1791

În 1777 Pallas a fost numit membru al Departamentului topografic al Imperiului Rus, în 1782 consilier colegial, iar în 1786 istoriograf în Colegiul de Amiralitate. În anii 1780 a lucrat intens asupra catalogului general al plantelor din Rusia. Din cauza lipselor de mijloace, au fost tipărite doar două ediții ale catalogului, sub numele Flora Rossica (Flora Rusiei, 1784 și 1788), care conțineau descrierea a aproximativ 300 de specii de plante și relativ multe (pentru acea vreme) imagini.
În anul 1784 Ecaterina a II-a s-a arătat interesată de teoria lui Antoine Court de Gébelin despre originea comună a tuturor limbilor vorbite, a practicat lingvistica comparativă, iar apoi i-a oferit lui Bacmeister materialele obținute în urma cercetărilor ei. În aprilie 1785 Ecaterina a II-a l-a invitat și pe Pallas să se ocupe de materiale. În consecință, acesta trebuia să facă o caracteristică comparativă a limbilor vorbite de minoritățile Rusiei și a celor străine. Ancheta a fost trimisă nu numai administratorilor provinciilor rusești, ci și în Europa, China, Brazilia și America de Nord, unde George Washington a cerut guvernatorilor Statelor Unite să strângă materiale pentru caracteristică și să le transmită Ecaterinei a II-a. Se considera că cercetarea în cauză ar fi putut duce la descoperirea unei limbi primare. Pentru aceasta a fost acordată o atenție deosebită limbilor vorbite în mijlocul Asiei – regiuni pe care Pallas le considera „focarul” limbii primare.
După ce a sfârșit studiul, Pallas a redactat, conform cererii Ecaterinei a II-a, un dicționar comparativ în două volume (1787-1789), în care erau prezentate peste 200 de limbi și dialecte vorbite în Asia Mijlocie, printre care 142 de limbi asiatice, 51 europene și 50 nordice. Primul volum conținea 273 de lexeme – termeni de rudenie, denumiri de animale, fenomene naturale ș.a.m.d.; într-un lexicon special erau prezentate 149 de limbi. Al doilea volum conținea denumiri ale câtorva numerale cardinale în 222 de limbi. În anii 1790-1791 dicționarul a fost reeditat într-o formă revizuită și completată. În această ediție cuprinsă în patru volume erau prezentate 272 de limbi și dialecte, printre care 30 de limbi africane și 23 amerindiene. Conform propunerii Ecaterinei a II-a, structura dicționarului a fost schimbată astfel încât limbile studiate să fie aranjate în ordine alfabetică. La scrierea dicționarului Pallas a folosit și materialele lui Bacmeister.
În ciuda originalității ideii, proiectul lingvistic al Ecaterinei a II-a și al lui Pallas avea multe lipsuri și a fost caracterizat de contemporani (de ex. profesorul Craus din Königsberg) ca fiind unul pripit și negândit. Sub semnul întrebării se afla și reprezentarea cuvintelor luate de la popoare care (încă) nu aveau un sistem de scriere, autorii ignorând poziția fizico-geografică a popoarelor și etimologia cuvintelor. Cuvintele străine erau scrise după auz în alfabetul chirilic, câteodată fiind departe de pronunția corectă. Colectarea datelor s-a făcut în grabă și de oameni fără cunoștințe în domeniu; în consecință dicționarul a ajuns să conțină o serie de greșeli în pronunția cuvintelor. Totuși, critica primită a contribuit la apariția filologiei, pe atunci inexistentă.
Din motive neînțelese, Pallas a fost lipsit de materiale în 1792. În anii 1793-1794 a întreprins pe bani proprii călătorii prin guberniiile sudice ale Rusiei: în regiunea Volgăi, Astrahan, șesul Caspic, Caucazul de Nord, Crimeea și Ucraina. Aici a cercetat clima Rusiei de Sud și Crimeei, proaspăt anexată de ruși. Cu el a călătorit și un tânăr pictor din Leipzig, Christian Geissler. În 1796 Pallas a fost trimis în Simferopol, unde a primit de la regină conacul Șula, alcătuit dintr-o casă și latifundii întinse. În drum spre Crimeea, a vizitat Tula, Kursk și Ekaterinoslav (astăzi Dnipro). Stabilindu-se în Crimeea, Pallas a cercetat aproape litoralul meridional al peninsulei.
În ultimii ani de viață Pallas a lucrat, printre altele, la o lucrare fundamentale în trei volume despre fauna Rusiei: «Zoographia rosso-asiatica» (din latină Zoologia ruso-asiatică), în care erau prezentate peste 900 de specii de vertebrate, inclusiv 151 de mamifere, dintre care 50 descoperite de el. Datorită volumului mare a materialului și descrierii multilaterale, această lucrare a rămas mult timp inegalabilă; până la începutul secolului al XX-lea a rămas unica sursă de informații despre fauna Rusiei. Primul volum era gata deja în 1806, însă tipărirea a fost amânată un sfert de secol din cauza absenței pictorului Geissler, plecat în Germania. Pentru a accelera pregătirea desenelor, Pallas s-a întors în 1810 în Berlin, cu toate acestea nu a mai reușit să-și vadă cartea scoasă la lumina zilei – cu două săptămâni înainte de aniversarea a 70 de ani, la 8 septembrie 1811, savantul a încetat din viață.

### Viață personală
Pallas a fost căsătorit de trei ori. În 1767, la 26 de ani, s-a căsătorit cu fosta soție a unui general, numele căreia nu s-a păstrat, dar care avea o fiică și l-a însoțit pe Peter în expediția în Rusia europeană și Ural. După 16 ani de căsnicie, soții au divorțat. În acel moment fiica lor Albertina avea 9 ani. La trei zile după divorț, soția a decedat.
A doua soție a fost Maria Elizabeta Glan, care a născut trei copii, niciunul nu a supraviețuit până la maturitate. Soarta de mai departe a Mariei nu este cunoscută.
A treia căsnicie Pallas a avut-o cu Carolina (cu numele complet Catarina Ivanovna Polman), o femeie cu mult mai tânără. Nu au avut niciun copil, în schimb ea l-a însoțit în călătoriile sale din 1793-1794 împreună cu Albertina și s-au stabilit cu toții în Crimeea. Acest mariaj însă a fost la fel lipsit de succes. Carolina nu a vrut să meargă cu Pallas în Berlin. Împreună cu Pallas au plecat în Germania Albertina, văduvă în acel moment, și fiul acesteia Volodea (Vladimir). Acolo fratele mai mare al lui Peter, August, era încă în viață.

## Importanța descoperirilor științifice ale lui Pallas
În numeroasele lui lucrări tipărite (în total peste 170), Pallas juca rolul unui călător, zoolog, botanist, paleontolog, mineralog, geolog, topograf, geograf, medic, etnolog, arheolog, filolog, ba chiar agricultor și tehnolog. El a fost în primul rând un enciclopedist, mai puțin un savant.
În domeniul botanicii, în afară de Flora Rusiei, Pallas a mai scris monografii dedicate genurilor Astragalus, Salsola și altor plante.
S-a constatat că Pallas și-a depășit colegii de specialitate cu un întreg secol. De exemplu:
- deja în anul 1766 a indicat că nu există o delimitare strictă între lumea animală și cea vegetală și a scos zoofitele din ordinul viermilor;
- în 1772 a vorbit despre posibilitatea evoluării speciilor asemănătoare dintr-un strămoș comun;
- în 1780 a fost primul care a indicat că variația genetică a unor animale cum ar fi câinele se explică prin proveniența din specii diferite.

Și totuși, în ciuda faptului că ideea evoluției a prins pe atunci rădăcini în biologie, Pallas a susținut până la sfârșitul vieții ipoteza că speciile sunt neschimbătoare în timp.
În descrierea animalelor, Pallas măsura dimensiunile lor exacte (1766) și acorda o atenție deosebită răspândirii lor geografice (1767). Lucrarea tipărită în latină «Zoographia rosso-asiatica» constituie prima descriere taxonomică a faunei Rusiei și, în genere, primul pas în studierea acesteia, deși nu a fost tradusă nici până în prezent.
În domeniul geologiei, Pallas a lăsat primele mărturii despre straturile geologice (1777). În timpul călătoriei prin stepele sud-estice, el a indicat urmele nivelului de odinioară al Mării Caspice și l-a măsurat destul de exact.

## Denumiri în cinstea lui Pallas
În cinstea lui Pallas au fost numite numeroase specii de plante și animale în mai multe limbi. Mai jos sunt enumerate unele din ele:
- Otocolobus manul sau Felis manul Pallas, 1776 – pisica manul (în engleză Pallas's cat);
- Callosciurus erythraeus Pallas, 1779 (în engleză Pallas's squirrel);
- Glossophaga soricina Pallas, 1766 (în engleză Pallas's long-tongued bat);
- Molossus molossus Pallas, 1766 (în engleză Pallas' free-tailed bat);
- Nyctimene cephalotes Pallas, 1767 (în engleză Pallas's tube-nosed fruit bat);
- Haliaeetus pelagicus Pallas, 1771 – vultur de mare (în engleză Pallas's sea eagle);
- Phylloscopus proregulus Pallas, 1811 – pitulice cu târtiță galbenă (în engleză Pallas's warbler);
- Phalacrocorax perspicillatus Pallas, 1811 (în engleză Pallas's cormorant);
- Larus ichthyaetus Pallas, 1773 (în engleză Pallas's gull);
- Syrrhaptes paradoxus Pallas, 1773 – găinușa de stepă (în engleză Pallas's sandgrouse);
- Emberiza pallasi Cabanis, 1851 (în engleză Pallas's reed bunting);
- Amicula pallasii Middendorff, 1847
- Locustella certhiola Pallas, 1811 (în engleză Pallas's grasshopper warbler);
- genul Petrosimonia Bunge din subfamilia Chenopodioideae
- Lonicera caerulea L. subsp. Pallasii (Ledeb.) Browicz sau Lonicera pallasii Ledeb.
- Pinus pallasiana D. Don sau Pinus taurica Hort

De asemenea, numele lui Pallas îl poartă:
- un vulcan de pe insulele Kurile
- un recif de pe țărmul Noii Guinee
- o stradă din Berlin (Pallas-Straße)
- un oraș și stația feroviară locală Pallasovka (centru raional în regiunea Volgograd); aici a fost ridicată o statuie în cinstea exploratorului
- un munte din regiunea Severouralskului înalt de 1337 m (regiunea Sverdlovsk)
- o stradă în orașul Novosibirsk

## Lucrări tipărite
În calitate de filolog, Pallas a redactat «Linguarum totius Orbis vocabularia comparativa. Sectio Linguas Eur. et Asiae complexa» (Sankt Petersburg, 1786-1789, în două volume). De asemenea, a redactat primul tom (6 ediții) al jurnalului de istorie naturală Stralsundisches Magazin (Berlin și Stralsund, 1767-1770). Printre cele mai importante lucrări ale lui Pallas se mai numără:
- «Disseriatio inauguralis de infestis viventibus infra viventia» (Leiden: Lugduni Batavorum, 1760)
- «Elenchus zoophytorum, sistens generum adumbrationes generaliores et specierum cognitarum succinctas descriptiones, cum selectis auctorum synonymis» (Haga: van Cleef, 1766)
- «Miscellanea zoologica, quibus novæ imprimis atque obscuræ animalum species describuntur et observationibus iconibusque illustrantur» (Haga, 1766)
- «Spicilegia zoologica» (Berlin, 1767-1777)
- «Lyst der Plant-Dieren, bevattende de algemeene schetzen der geslachten en korte beschryvingen der bekende zoorten» (Utrecht: van Paddenburg & van Schoonhoven, 1768)
- «De ossibus Sibiriae fossilibus, craniis praesertim Rhinocerotum atque Buffalorum, observationes» («Novi Commentarii Academiae Scientiarum Imperialis Petropolitanae», XIII, Sankt Petersburg, 1768)
- «Naturgeschichte merkwürdiger Thiere» (Berlin, 1769—1778)
- «Dierkundig mengelwerk, in het welke de nieuwe of nog duistere zoorten van dieren, door naauwkeurige afbeeldingen, beschryvingen en verhandelingen opgehelderd worden» (Utrecht: van Paddenburg & van Schoonhoven, 1770)
- «Reise durch verschiedene Provinzen des Russischen Reichs» (Sankt Petersburg, 1771—1801)
- «Merkwürdigkeiten des Morduanen, Kasaken, Kalmücken, Kirgisen, Baschkiren et с.» (Frankfurt și Leipzig, 1773-1777, în 3 volume)
- «Flora Rossica» (Sankt Petersburg, 1874-1788, în două ediții)
- «Observations sur la formation des montagnes et sur les changements arrivés au Globe, particulièrement à l’Empire de Russie» (Acta Academiae Scientiarum Imperialis Petropolitanae, Sankt Petersburg, 1777)
- «Novae species Quadrupedum e Glirium ordine» (Erlangen, 1778)
- «Mémoires sur la variation des animaux» (Acta Academiae Scientiarum Imperialis Petropolitanae, Sankt Petersburg, 1780)
- «Icones Insectorum praesertim Rossiae Sibiriaeque peculiarium» (Erlangen, 1781-1806, în 4 ediții)
- «Tableau physique et topographique de la Tauride» (Nova Acta Academiae Scientiarum Imperialis Petropolitanae, X, Sankt Petersburg, 1792)
- «Bemerkungen auf einer Reise in die südlichen Statthalterschaften des Rußischen Reichs in den Jahren 1793 und 1794» (Leipzig, 1799-1801) și «Travels through the southerm provinces of the Russian Empire» (Londra, 1802, în două volume)
- «Species Astragalorum descriptae et iconibus coloralis illustratae» (Leipzig, 1800)
- «Illustrationes plantarum imperfecte vel nondum cognitarum» (Leipzig, 1803)
- «Zoographia rosso-asiatica» (Sankt Petersburg, 1811, în 3 volume)

## Versiuni electronice
16 lucrări ale lui Pallas se află în baza de date a Bibliotecii Naționale a Franței Gallica:
- «Spicilegia zoologica quibus novae imprimis et obscurae animalium species… illustrantur» (1767—1780)
- «Spicilegia zoologica : quibus novae imprimis et obscurae „Animalium species“ iconibus, descriptionibus atque commentariis illustrantur» / cura P.S. Pallas (1769)
- «Reise durch verschiedene Provinzen des rußischen Reichs». Erster Theil / P.S. Pallas,… (1771)
- «Reise durch verschiedene Provinzen des rußischen Reichs». Zweiter Theil / P.S. Pallas,… (1773)
- «Reise durch verschiedene Provinzen des rußischen Reichs». Dritter Theil / P.S. Pallas,… (1776).
- «Novae species quadrupedum e glirium ordine : cum illustrationibus variis complurium ex hoc ordine animalium» / auctore Petro Sim. Pallas,… (1778)
- «Enumeratio plantarum quae in horto viri illustris atque excell. Dni. Procopii a Demidof…» / recensente P.S. Pallas,… (1781)
- «Icones insectorum praesertim Rossiae Sibiriaque…» / Petrus Simon Pallas,… (1781)
- «Flora rossica : seu Stirpium imperii rossici per Europam et Asiam indigenarum descriptiones et icones, jussu et auspiciis Catharinae II, Augustae». Tomi 1 / ed. P.S. Pallas (1784)
- «Flora rossica : seu Stirpium imperii rossici per Europam et Asiam indigenarum descriptiones et icones, jussu et auspiciis Catharinae II, Augustae». Tomi I. Pars II / ed. P.S. Pallas (1788)
- «Species astragalorum descriptae et iconibus coloratis illustratae» / a P.S. Pallas,… (1800)
- «Illustrationes plantarum imperfecte vel nondum cognitarum : cum centuria iconum» / Petro Simone Pallas,… (1803)
- «Zoographia Rosso-Asiatica, sistens omnium animalium in extenso Imperio Rossico et adjacentibus maribus observatorum recensionem, domicilia, mores et descriptiones, anatomen atque icones plurimorum». Tomus I / auctore Petro Pallas (1811)
- «Zoographia Rosso-Asiatica, sistens omnium animalium in extenso Imperio Rossico et adjacentibus maribus observatorum recensionem, domicilia, mores et descriptiones, anatomen atque icones plurimorum». Tomus II / auctore Petro Pallas,… (1811)
- «Zoographia Rosso-Asiatica, sistens omnium animalium in extenso Imperio Rossico et adjacentibus maribus observatorum recensionem, domicilia, mores et descriptiones, anatomen atque icones plurimorum». Tomus III, «Animalia monocardia seu frigidi sanguinis imperii Rosso-Asiatici» / recensente P.S. Pallas (1811)
- «Icones ad zoographiam Rosso-Asiaticam» / auctore P.S. Pallas (1811)

O altă variantă a primei părți «Reise durch verschiedene Provinzen des Russischen Reichs» în limba germană cu o prefață de Dietmar Henze poate fi găsită pe site-ul Walter Reed Biosystematics Unit, Walter Reed Army Institute of Research, SUA:
- «Reise durch verschiedene Provinzen des Russischen Reichs». Erster Theil. (1771) (1967 reprint, Akademische Druck- und Verlagsanstalt, Graz, Austria)